# Piotr Boratyński
Piotr Boratyński herbu Korczak (ur. 1509, zm. 15 czerwca 1558 w Krakowie) – syn Jana, kasztelan bełski i przemyski, sekretarz królewski w 1547 i 1549 roku, jeden z przywódców stronnictwa egzekucyjnego, zaufany Zygmunta Augusta. Wsławił się jako znakomity mówca sejmowy.
Nie wiadomo nic o jego młodości, poza tym, że znaczną jej część spędził za granicą. W 1537 został dworzaninem Zygmunta Starego, a następnie sekretarzem królewskim. W latach 1547–1553 posłował na sejm z województwa krakowskiego. Poseł na sejm piotrkowski 1548 roku, sejm piotrkowski 1550 roku, sejm piotrkowski 1552 roku. Poseł na sejm 1553 roku. Popularny wśród szlachty. Na sejmie piotrkowskim 16 października 1548 wygłosił mowę, uważaną współcześnie za wzór krasomówstwa, podczas której izba poselska padła przed królem na kolana błagając by zaniechał ślubu z Barbarą Radziwiłłówną („...prosimy cię Panie, zaniechaj tego, coś wziął przedsię, nie nazywaj tego małżeństwem, co małżeństwem nie jest; niechaj się zdobi czym inszym ta zacna i cnotliwa pani, którą Wasza Królewska Mość chcesz mieć za żonę, niż niesławą, ohydą, zelżeniem i skazą na koniec Waszej Królewskiej Mości i wszytkiego domu Jagiełłowego”). W czasie dysput sejmowych bronił praw protestantów. Od 1551 Boratyński pełnił urząd burgrabiego krakowskiego, w 1554 został kasztelanem przemyskim, a w trzy lata później bełskim. Był także starostą Sambora. Dowodem zaufania króla do Boratyńskiego było powierzenie mu w 1553 roku misji mającej na celu zawarcie traktatu pokojowego z Mołdawią, a także eskorty królowej Bony w jej podróży do Włoch. Żonaty z Barbarą Dzieduszycką, pozostawił jednego syna. Pochowany w katedrze wawelskiej. Na tablicy nagrobkowej widnieje napis:
Petro Boratinsky castellano Belsin et capitaneo Sambor un nobili ac bellica lande insigni Familia imprimis Patre clarissima procreato, prudentia, eloquentia, animima quitudine ac caeteris omnibus animi ingenisae vertntibus Domi et militiae Publicis et privatis rebus, ac abenadis adexteras nationes legationibus proestanti. Barbara Dzieduszycka marita bene macrenti moeraus – posuit. Vixit annos 49. Obijt anno 1558.
O śmierci swego dalekiego powinowatego pisał Mikołaj Rej:
 Kto znał Boratyńskiego onego sławnego,

 Kasztelana bełskiego, z narodu dawnego,

 Kto też słychał o sprawach pierwszych przodków jego,

 Nie zezna, jedno iż by szkoda domu tego,

 Aby nam w Polszcze zejć miał, bo go barzo mało,

 Jedno jednoż gniazdoszę małe nam zostało.

 Ale kiedy zasuszy, znać z młodości jego,

 Że będziem zasię znowu mieć Boratyńskiego.
W filmie Epitafium dla Barbary Radziwiłłówny (1982) postać Boratyńskiego zagrał Franciszek Pieczka.